# Paola Egonu
Paola Ogechi Egonu (Cittadella, 18 de diciembre de 1998) es una jugadora de voleibol italiana que se desempeña en la posición de opuesta. Juega para el club italiano Vero Volley Milano y forma parte de la selección nacional femenina de voleibol de Italia.

## Clubes
A nivel de clubes ganó dos Scudettos, cinco Copas de Italia y tres Ligas de Campeones de Europa. Jugó para el Club Italia en 2015 y fue seleccionada para jugar en el Juego de Estrellas de la Liga Italiana en 2017. Ese mismo año pasó al AGIL Novara y luego al Imoco, para en 2022 fichar por el Vakıfbank turco. En 2021, durante su estancia en el Imoco, logró la marca récord de puntos en un partido, con 47 anotaciones enfrentando al Novara y superando su propia marca de 46 puntos de 2016. También ostenta la marca de mayor cantidad de puntos anotados en una temporada, con 553 en el 2016-17 (en una liga con 12 equipos).
En 2023 ganó por tercera vez la Liga de Campeones europea, consiguiendo el premio a la jugadora más valiosa como en las dos finales anteriores que disputó (con el Novara en 2019 e Imoco Conegliano en 2021). El premio le fue otorgado tras anotar 40 puntos en la final ante el Eczacibasi turco. En junio de 2023 se confirmó su retorno al voleibol italiano al fichar por el Vero Volley Milano en una cifra estimada de 800 000 euros más premios.

## Selección nacional
Con la selección italiana participó en el Montreux Volley Masters 2018, el Campeonato Mundial de Voleibol FIVB 2018 (donde fue subcampeona), el de 2022 (tercer puesto) y la Liga de Naciones 2018, además de los Juegos Olímpicos de 2016 y 2020.
Fue una de las abanderadas de la Bandera Olímpica en los Juegos de Verano de 2020 en Tokio.
Después de la conclusión del Campeonato Mundial FIVB 2022, Egonu fue captada en video diciéndole a su manager: "Este es mi último partido con la selección nacional". Esto se produjo después del partido por la medalla de bronce contra los Estados Unidos, lo que generó especulaciones de que dejaría el equipo. Más tarde confirmó estos informes, afirmando que estaba considerando hacer una pausa indefinida del equipo nacional debido al racismo persistente que enfrentaba, pero a principios de 2023 manifestó su deseo de volver a formar parte del seleccionado italiano. Finalmente retornó a la selección en el Campeonato Europeo de 2023, donde alternó la titularidad con Ekaterina Antropova. En los Juegos Olímpicos de París 2024 logró la medalla de oro junto a la selección italiana, además del galardón individual de jugadora más valiosa de la competencia.

## Vida personal
Egonu nació en Cittadella, en Veneto, de padres nigerianos. Su padre, Ambrose, es igbo del estado de Imo y su madre, Eunice, de la ciudad de Benín . Tiene dos hermanos, Ángela y Andrea. Su prima Terry Enweonwu también es jugadora de voleibol.
En noviembre de 2018, en una entrevista para el Corriere della Sera, salió del armario y reveló tener una novia que la consoló tras la derrota en el Campeonato Mundial de Voleibol Femenino FIVB 2018. Posteriormente, se reveló el nombre de su novia: la jugadora de voleibol Katarzyna Skorupa.
Fue galardonada con el premio a Mujer del Año 2019 por D-la Repubblica delle donne, una revista semanal de La Repubblica. En 2021 recibió el galardón de Cavaliere della Repubblica. En 2020, hizo las voces del personaje Dreamerwind (en italiano: Sognaluna Dibrezza ), originalmente con la voz de Cathy Cavadini, para la versión italiana de la película de animación Soul, producida por Disney y Pixar.
En la temporada 2020-2021 copresentó el espectáculo italiano Le Iene. En febrero de 2023 copresentó una de las noches del Festival de la Canción de San Remo 2023, junto al conductor Amadeus y al cantante pop y animador Gianni Morandi.

## Palmarés

### Equipos
- Supercopa de Italia 2017 - Campeona, con Igor Gorgonzola Novara
- Copa Italia 2017-18  - Campeona, con Igor Gorgonzola Novara
- Copa Italia 2018-19  - Campeona, con Igor Gorgonzola Novara
- Liga de Campeones Femenina CEV 2018-19 - Campeona, con AGIL Novara
- Supercopa de Italia 2019 - Campeona, con Imoco Volley Conegliano
- Campeonato Mundial de Clubes de Voleibol Femenino FIVB 2019 - Campeona, con Imoco Volley Conegliano
- Copa Italia 2019-20  - Campeona, con Imoco Volley Conegliano
- Supercopa de Italia 2020 - Campeona, con Imoco Volley Conegliano
- Copa Italia 2020-21  - Campeona, con Imoco Volley Conegliano
- Liga italiana 2020-21  - Campeona, con Imoco Volley Conegliano
- Liga de Campeones Femenina CEV 2020-21 - Campeona, con Imoco Volley Conegliano
- Supercopa de Italia 2021 - Campeona, con Imoco Volley Conegliano
- Copa Italia 2021-22  - Campeona, con Imoco Volley Conegliano
- Liga italiana 2021-22 - Campeona, con Imoco Volley Conegliano
- Liga de Campeones CEV 2022-23  - Campeona, con Vakifbank SK
- Liga de Naciones FIVB 2022 -  Campeona con Selección femenina de voleibol de Italia
- Medalla de Oro - Juegos Olímpicos de París 2024 - Selección femenina de voleibol de Italia
- Liga de Naciones FIVB 2024 -  Campeona con Selección femenina de voleibol de Italia
- Liga de Naciones FIVB 2025 -  Campeona con Selección femenina de voleibol de Italia

### Individuales
- Campeonato Mundial Sub-18 2015 - Jugadora más valiosa (MVP)
- Campeonato Mundial Sub-18 de 2015 - Mejor atacante externa
- Torneo de Clasificación Olímpica de Europa 2016 - Mejor atacante externa
- Liga italiana 2016-17 - Máxima anotadora
- Copa de Italia 2017-18 (Copa Italia) - Jugadora más valiosa
- Montreux Volley Masters 2018 - Jugadora más valiosa
- Campeonato Mundial FIVB 2018 - Mejor opuesta
- CEV Champions League 2018-19 - Jugadora más valiosa
- Liga italiana 2018-19 - Máxima anotadora
- Supercopa de Italia 2019 - Jugadora más valiosa
- Campeonato Mundial de Clubes de Voleibol Femenino FIVB 2019 - Jugadora más valiosa (MVP)
- Copa de Italia 2020-21 (Copa Italia) - Jugadora más valiosa
- Liga italiana 2020-21 - Jugadora más valiosa (MVP)
- CEV Champions League 2020-21 - Jugadora más valiosa
- CEV EuroVolley 2021 - Jugadora más valiosa
- Confederación Europea de Voleibol 2021 - Jugadora de Voleibol Femenina del Año 2021
- Liga italiana 2021-22 - Jugadora más valiosa
- Copa de Italia 2021-22 (Copa Italia) - Jugadora más valiosa
- Liga italiana 2021-22 - Máxima anotadora
- Liga de Naciones FIVB 2022 - Mejor opuesta
- Liga de Naciones FIVB 2022 - Jugadora más valiosa (MVP)
- Liga de Campeones CEV 2022-23 - Jugadora más valiosa (MVP) de la final
- Liga de Naciones FIVB 2024 - Mejor opuesta
- Liga de Naciones FIVB 2024 - Jugadora más valiosa (MVP)
- Liga de Naciones FIVB 2025 - Mejor opuesta